# Jacek Nawrocki (chemik)
Jacek Nawrocki – polski chemik, dr hab. nauk chemicznych, profesor zwyczajny Zakładu Technologii Uzdatniania Wody Wydziału Chemii Uniwersytetu im. Adama Mickiewicza w Poznaniu.

## Życiorys
W 1977 obronił pracę doktorską, otrzymując doktorat, a w 1989 uzyskał stopień doktora habilitowanego na podstawie rozprawy zatytułowanej Modyfikacja powierzchni krzemionki cyklicznymi związkami krzemoorganicznymi i ocena wpływu niezablokowanych silanoli na właściwości chromatograficzne silikażelu.
28 kwietnia 2000 nadano mu tytuł profesora nauk chemicznych. Pełni funkcję profesora zwyczajnego w Zakładzie Technologii Uzdatniania Wody na Wydziale Chemii Uniwersytetu im. Adama Mickiewicza w Poznaniu.
Był członkiem Centralnej Komisji ds. Stopni i Tytułów V Sekcji – Nauk Matematycznych, Fizycznych, Chemicznych i Nauk o Ziemi.

## Wybrane publikacje
- Analysis of Aldehydes in Bottled Beverages by Solid Phase Microextraction. Assessment of Advantages and Disadvantages of the Methods[1]
- Opis i komentarz do badań oraz wytyczne dla koncepcji programowo-przestrzennej modernizacji Stacji Uzdatniania Wody w Mosinie[1]
- 2002: Effect of Oxidation with Chlorine Dioxide on the Adsorption of Natural Organic Matter on Granular Activated Carbon[1]
- 2004: Ethers Degradation in Water using Catalytic Ozonation in the Presence of Perfluorinated Alumina, Peoceedings of the IOA International Conference, March 10-12, I.12.12, Barcelona. s. 1-6[1]
- 2004: MTBE, DIPE, ETBE and TAME Degradation in Water using Perfluorinated Phases as Catalysts for Ozonation Process' Applied Catalysis B: Environmental 51(1), s. 51-66[1]
- 2009: The influence of disinfection on aquatic biodegradable organic carbon formation[1]
- 2015: Cast iron filings-based model for observation of nitrate reduction in corroded system[1]
- 2018: Dissolved Ozone Decomposition in Presence of Activated Carbon at Low pH: How Experimental Parameters Affect Observed Kinetics of the Process[1]